# Gutzon Borglum
Gutzon Borglum (25. března 1867, St. Charles, Idaho – 6. března 1941, Kalifornie) byl americký sochař dánského původu, který proslul vytesáním podobizny čtyř velkých amerických prezidentů (Washingtona, Jeffersona, T. Roosevelta a Lincolna) do skály Mount Rushmore. Každá podobizna je více než 18 metrů vysoká. 
V době první světové války se podílel na úsilí českých krajanů v USA o podporu boje za samostatný československý stát. Spolu se svou manželkou propůjčil 400 akrů svých pozemků nedaleko Stamfordu ve státě Connecticut k vybudování vojenského tábora pro československé dobrovolníky, kteří byli po svém výcviku nasazeni v bojích v rámci československé legie ve Francii v roce 1918. V říjnu 1918 se rovněž podílel na editaci textu Masarykovy Washingtonské deklarace.